# Вити
Витинеш Шимою Жуан Кембу (порт. Witiness Chimoio João Quembo; род. 26 августа 1996, Бейра), более известный как Вити (порт. Witi) — мозамбикский футболист, полузащитник клуба «Дибба Аль-Хисн» и национальной сборной Мозамбика.

## Карьера
Является воспитанником мозамбикского клуба «Лига Мусульмана». В 2014 году переехал в академию португальского «Насьонала». 11 января 2015 года дебютировал в чемпионате Португалии в поединке против «Боавишты», выйдя на поле в стартовом составе и будучи заменённым после перерыва. Спустя три дня, в поединке Кубка португальской лиги против
«Морейренсе», забил свой первый мяч в профессиональном футболе. Спустя месяц, Вити подписал контракт с «Бенфикой» до конца сезона, однако заиграть там не сумел, выступая за молодёжную команду.
В июне 2015 года Вити вернулся в «Насьонал». Во второй половине сезона 2015/2016 завоевал себе место в основном составе. Провёл в чемпионате всего 18 встреч, из них 13 начинал в основе. Забил один мяч, первый свой мяч в чемпионате, 10 апреля 2016 года в ворота «Эшторила».
Вити является игроком сборной Мозамбика. Принимал участие в Кубке КОСАФА 2015.